# Allocasuarina brachystachya
Espèce
Allocasuarina brachystachya est une espèce de plantes à fleurs de la famille des Casuarinaceae. C'est un arbustes originaire du Nord de l'État australien de la Nouvelle-Galles du Sud.